# Alberto Robol
Alberto Robol (Riva del Garda, 18 maggio 1945 – Trento, 29 maggio 2024) è stato un politico italiano.
Venne eletto in tre legislature, subentrando nella X al defunto senatore Bruno Kessler.